# 松岡良治
松岡 良治（まつおか りょうじ、1953年 - ）は、日本の実業家。松岡醸造株式会社代表取締役社長、埼玉県酒造組合会長。

## 人物・経歴
1953年、埼玉県生まれ。1975年、立教大学経済学部経営学科（現・経営学部）卒業。大学卒業後、酒類総合メーカーに勤務し、製造・販売を担う。
その後、国税庁醸造試験所で日本酒の製造研究に従事したのち、大手酒類問屋において流通の仕組みを修習する。
2003年、松岡醸造株式会社代表取締役社長に就任。2018年から埼玉県酒造組合会長を兼任する。
また、2018年から、同社のユニークな商品名で人気の「社長の酒」をタイに輸出開始するなど、日本酒の国内市場が縮小する中、アジアや欧米へも販路を拡げ海外需要の掘り起こしを進めている。